# Walfried Böcker
Walfried Böcker (* 2. Oktober 1957) ist ein deutscher Bassist, Produzent und Komponist. Er arbeitete unter den Pseudonymen MC B, MC Bones und Junior Deros, war aber auch Mitglied in verschiedenen Bands, darunter Homeless und Magna Charta.

## Biografie
Böcker absolvierte ein Studium in den Fächern Kontrabass und Musikpädagogik am Robert Schumann Institut Düsseldorf. Ab 1976 gehörte er (mit Jürgen Dahmen) zum Trio von Big Fletchit. Zwischen 1978 und 1982 spielte er bei Axel Petry und bei Thomas Brendgens-Mönkemeyer. Als MC B nahm er zusammen mit Daisy Dee eine Coverversion des Technotronic-Hits This Beat Is Technotronic auf, die sich im Frühjahr 1990 in den Top 20 der deutschen und österreichischen Charts platzieren konnte. Er war als Jazzbassist tätig und arbeitete u. a. mit Wilton Gaynair, Gerd Dudek, Buddy Casino, Helge Schneider, Michel Pilz, Wolfgang Engstfeld, Remy Filipovitch, Alan Jones, Eddy Harris und Big Fletchit.
Außerdem produzierte Böcker für Künstler wie The Weather Girls, Gil Ofarim, Marijke Amado, Jermaine Jackson und Alexander Gero, war aber auch an Filmmusikaufnahmen mit Helge Schneider, Christoph Schlingensief und Lilo Wanders beteiligt. Als Komponist steuerte er die Musik für die Produktionen Leckerschmecker, Der kleine Wassermann, Die Räuber und Die kleine Hexe des Theaters Oberhausen bei. Als musikalischer Leiter unter anderem der Inszenierung Die Show mit dem Pandabären – Ein Liederabend arbeitet er seit 2015 am Theaterhaus Jena.

## Diskografie
Singles
- 1989: A Guy Called Bat (The Beat Pirate feat. MC B)
- 1990: This Beat Is Technotronic (MC B feat. Daisy Dee)
- 1990: Crazy (MC B feat. Daisy Dee)
- 1990: Aquarius (als MC B)
- 1996: Burnin (als Junior Deros)